# Жирафа (сазвежђе)
Жирафа (лат. Camelopardalis) је сазвежђе северне хемисфере које су почетком 17. века дефинисали холандски астроном Петар Планције и немачки астроном Јакоб Барч,  како би покрили део неба између Великог медведа и Касиопеје који су стари Грци оставили празан јер у њему нема ниједне звезде сјајније од 4. магнитуде. Латински назив сазвежђа се понекад записује и као Camelopardalus или Camelopardus.

## Звезде
Упркос својој величини (18. највеће сазвеђже по површини), у Жирафи нема сјајних звезда — најсјајнија је бета Жирафе магнитуде 4,03. У питању је двојна звезда чија је главна компонента жути суперџин G класе, а налази се на око 1000 светлосних година од Сунчевог система. Друга по сјајности је  Жирафе магнитуде 4,21. У питању је такође двојна звезда, примарна компонента је плавобели суперџин B класе. Алфа Жирафе је са магнитудом 4,3 трећа по сјајности, ради се о суперџину О класе који убрзано губи масу. 

## Објекти дубоког неба
је спирална галаксија магнитуде 8,4 коју је у 18. веку открио Вилхелм Хершел. NGC 1502 је Отворено јато 6. магнитуде у чијем се центру налазе две бинарне звезде. IC 342 је спирална галаксија која лежи у близини галактичког екватора, што отежава њено посматрање. У Жирафи се налазе још и планетарна маглина NGC 1501 и мала галаксија NGC 2655.